# Reflexología
La reflexología, también conocida como terapia de zonas reflejas, es una forma de medicina alternativa que usa la aplicación de presión en los pies y las manos con técnicas específicas de pulgar, dedo y mano sin el uso de aceite o loción. Se basa en un sistema pseudocientífico de zonas y áreas reflejas que reflejan supuestamente una imagen del cuerpo en los pies y las manos, con la premisa de que dicho trabajo produce un cambio físico en el cuerpo.
No hay evidencia convincente de que la reflexología sea efectiva para el tratamiento médico de ninguna afección o enfermedad.

## Definiciones específicas
En una revisión de la Colaboración Cochrane, la reflexología se define de la siguiente manera: "La reflexología es una manipulación suave o aplicación de presión en ciertas partes del pie para producir un efecto en otras partes del cuerpo".
El Departamento de Salud del Gobierno de Australia define la reflexología como "un sistema de aplicación de presión, generalmente a los pies, cuyos practicantes creen que estimula energía y libera 'bloqueos' en áreas específicas que causan dolor o enfermedades".

## Historia
Prácticas que se asemejan a la reflexología parecen haber existido en períodos históricos anteriores. Prácticas similares se han documentado en las historias de China y Egipto, por ejemplo. La reflexología fue introducida en los Estados Unidos en 1913 por William H. Fitzgerald, MD (1872–1942), médico jefe del departamento de Otorrinolaringología del Hospital St. Francis de Connecticut, junto con Edwin F. Bowers. Fitzgerald afirmaba que aplicar presión, tenía un efecto anestésico en otras áreas del cuerpo. La práctica fue modificada en la década de 1930 y 1940 por Eunice D. Ingham (1889-1974), una enfermera y fisioterapeuta que afirmaba que los pies y las manos eran especialmente sensibles, y "mapeó" todo el cuerpo a "reflejos" en los pies, renombrando la reflexología como "terapia de zonas reflejas".
Los reflexólogos modernos usan los métodos de Ingham, o técnicas similares desarrolladas por la reflexóloga Laura Norman".

## Fundamento

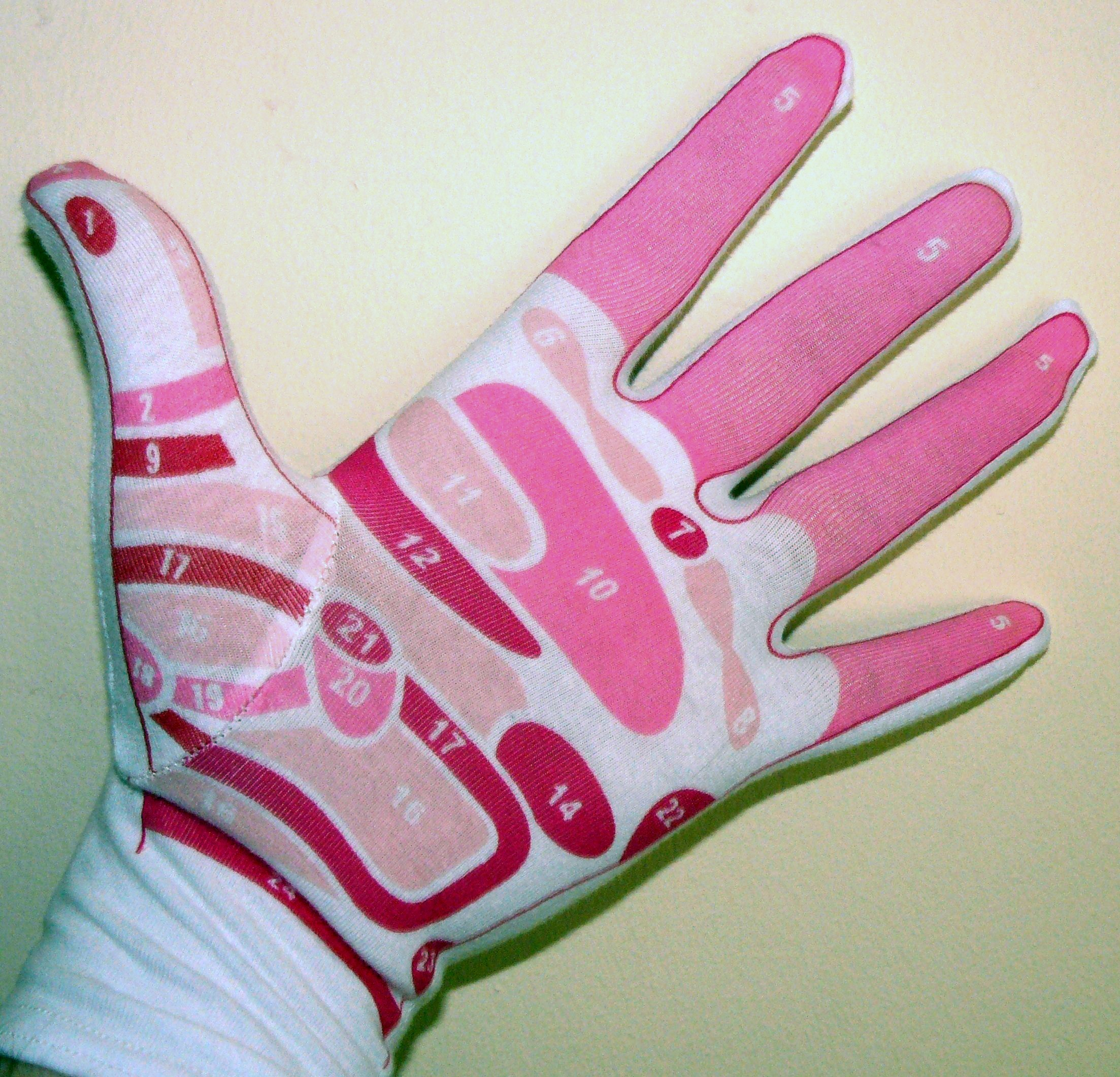
Ejemplo de un esquema de reflexología de la mano, que muestra las áreas que los practicantes creen que corresponden con los órganos en las "zonas" del cuerpo.

No existe consenso entre los reflexólogos sobre cómo se supone que funcione la reflexología. Un tema unificador es la idea de que las zonas del pie corresponden a otras zonas del cuerpo y que, al manipularlas, se puede mejorar la salud a través del qi. Los reflexólogos dividen el cuerpo en diez zonas verticales iguales, cinco a la derecha y cinco a la izquierda.
Los reflexólogos afirman que el bloqueo de un campo de energía, fuerza vital invisible o qi, puede impedir la curación. Otro principio de la reflexología es la creencia de que los profesionales pueden aliviar el estrés y el dolor en otras partes del cuerpo mediante la manipulación de los pies o manos. Una explicación propuesta es que la presión recibida en los pies puede enviar señales que 'equilibran' el sistema nervioso o liberan sustancias químicas, como las endorfinas que reducen el estrés y el dolor. Estas hipótesis son rechazadas por la comunidad médica, quienes citan la falta de evidencia científica y la bien probada teoría de los gérmenes para explicar las enfermedades.
La afirmación de la reflexología de manipular la energía (qi) no está respaldada por la ciencia. No existe evidencia científica de la existencia de energía vital (Qi), 'equilibrio energético', 'estructuras cristalinas' o 'vías' en el cuerpo.
En su libro Trick or Treatment? Alternative Medicine on Trial, Simon Singh afirma que si las manos y los pies "reflejaran" los órganos internos, se podría esperar que la reflexología explicara cómo dicha "reflexión" se derivó del proceso de selección natural darwiniana; pero Singh dice que no se han presentado argumentos ni pruebas en este sentido.

## Efectividad
Revisiones de 2009 y 2011 no han encontrado pruebas suficientes para respaldar el uso de la reflexología para el tratamiento de ninguna afección médica. Una revisión sistemática de 2009 de ensayos controlados aleatorizados concluye: "La mejor evidencia disponible hasta la fecha no demuestra de manera convincente que la reflexología sea un tratamiento eficaz para ninguna afección médica". La reflexología fue una de las 17 terapias evaluadas para las cuales el Departamento de Salud del gobierno de Australia no encontró evidencia clara de efectividad en su revisión de 2015, revisión de terapias alternativas que buscaba determinar si alguna era adecuada para estar cubierta por un seguro de salud. Como consecuencia, en 2017, el gobierno australiano nombró a la reflexología como una práctica que no calificaría para el subsidio del seguro de salud, y dijo que este paso "garantiza que los fondos de los contribuyentes se gasten adecuadamente y no se dirijan a terapias que carecen de evidencia".
Profesionales médicos han expresado su preocupación de que el tratamiento de enfermedades potencialmente graves mediante la reflexología, la cual no tiene una eficacia comprobada, podría retrasar la búsqueda de un tratamiento médico adecuado.
Algunos estudios indican que la reflexología podría ser útil para reducir el dolor y los síntomas psicológicos, como el estrés y la ansiedad, además de aumentar la relajación, mejorar el sueño, algunos síntomas de esclerosis múltiple, sinusitis y mejorar la constipación. Sin embargo, hace falta más investigación para poder determinar si la reflexología puede tener algún efecto sobre afecciones específicas.

## Críticas
La reflexología se basa en unos conceptos intangibles, ajenos a la biología, incluso contrarios a la evidencia sobre la anatomía humana. No puede conocerse qué mecanismos activa ni cuantificarse sus efectos. No puede evaluarse mediante métodos de investigación científica, y los estudios clínicos no han demostrado su eficacia. Por ello, la validez de la reflexoterapia está cuestionada, más allá de la sensación subjetiva de alivio —efecto placebo— que pueda experimentar quien se somete a un masaje.
En algunos países ―por ejemplo, Suiza― es necesario ser médico para poder dedicarse a la práctica reflexológica, pero habitualmente carece de regulación por un organismo oficial que avale la acreditación y la concesión de diplomas. La falta de regulación permite que cualquier persona se dedique a la práctica de la reflexoterapia sin estar acreditado. La corta duración de los programas de formación no suple la falta de formación médica de los participantes, y se ha demostrado que sus practicantes no son capaces de diagnosticar correctamente los problemas de los pacientes. En una investigación en que un reflexólogo logró identificar correctamente una enfermedad, no pudo identificar otras once enfermedades.